# Дамган (місто)
Дамган (перс. دامغان) — місто в Ірані, адміністративний центр однойменного шахрестану у провінції Семнан.

## Географія
Дамган розташований на півночі країни у горах Ельбурс.

### Клімат
Місто знаходиться у зоні, котра характеризується кліматом помірних степів. Найтепліший місяць — липень із середньою температурою 27.4 °C (81.3 °F). Найхолодніший місяць — січень, із середньою температурою 1.4 °С (34.5 °F).
| Клімат Дамгана          | Клімат Дамгана | Клімат Дамгана | Клімат Дамгана | Клімат Дамгана | Клімат Дамгана | Клімат Дамгана | Клімат Дамгана | Клімат Дамгана | Клімат Дамгана | Клімат Дамгана | Клімат Дамгана | Клімат Дамгана | Клімат Дамгана |
| Показник                | Січ.           | Лют.           | Бер.           | Квіт.          | Трав.          | Черв.          | Лип.           | Серп.          | Вер.           | Жовт.          | Лист.          | Груд.          | Рік            |
| Середня температура, °C | 1,4            | 3,4            | 8,4            | 14,6           | 19,9           | 24,8           | 27,4           | 26,2           | 22,3           | 15,7           | 9,5            | 3,7            | 14,8           |
| Норма опадів, мм        | 27.3           | 21.3           | 29.2           | 23.7           | 21.9           | 5.4            | 3.4            | 3.8            | 2.7            | 8.7            | 11.2           | 21.9           | 180.5          |
| Днів з опадами          | 7              | 6,3            | 8,1            | 7,5            | 8              | 3,3            | 1,8            | 1,6            | 1,6            | 4,4            | 4,3            | 5,9            | 59,8           |
| Вологість повітря, %    | 65.2           | 59.3           | 52             | 45             | 41.9           | 36.2           | 35.8           | 36.6           | 37.7           | 46             | 52.7           | 63.6           | 47.7           |
| ----------------------- | -------------- | -------------- | -------------- | -------------- | -------------- | -------------- | -------------- | -------------- | -------------- | -------------- | -------------- | -------------- | -------------- |
| Джерело: Weatherbase    |                |                |                |                |                |                |                |                |                |                |                |                |                |

## Відомі уродженці
- Фатх-Алі Шах Каджар
- Залізний Шейх
- Хусейн Амір-Абдуллахіан